# Augustinus Verhaegen
Dom Julius (Augustinus) Verhaegen o.s.b. (Kapelle-op-den-Bos, 19 augustus 1886 - Affligem, 12 oktober 1965) is een Belgisch componist van orgel- en koorwerk, en monnik in de benedictijnerabdij van Affligem. 

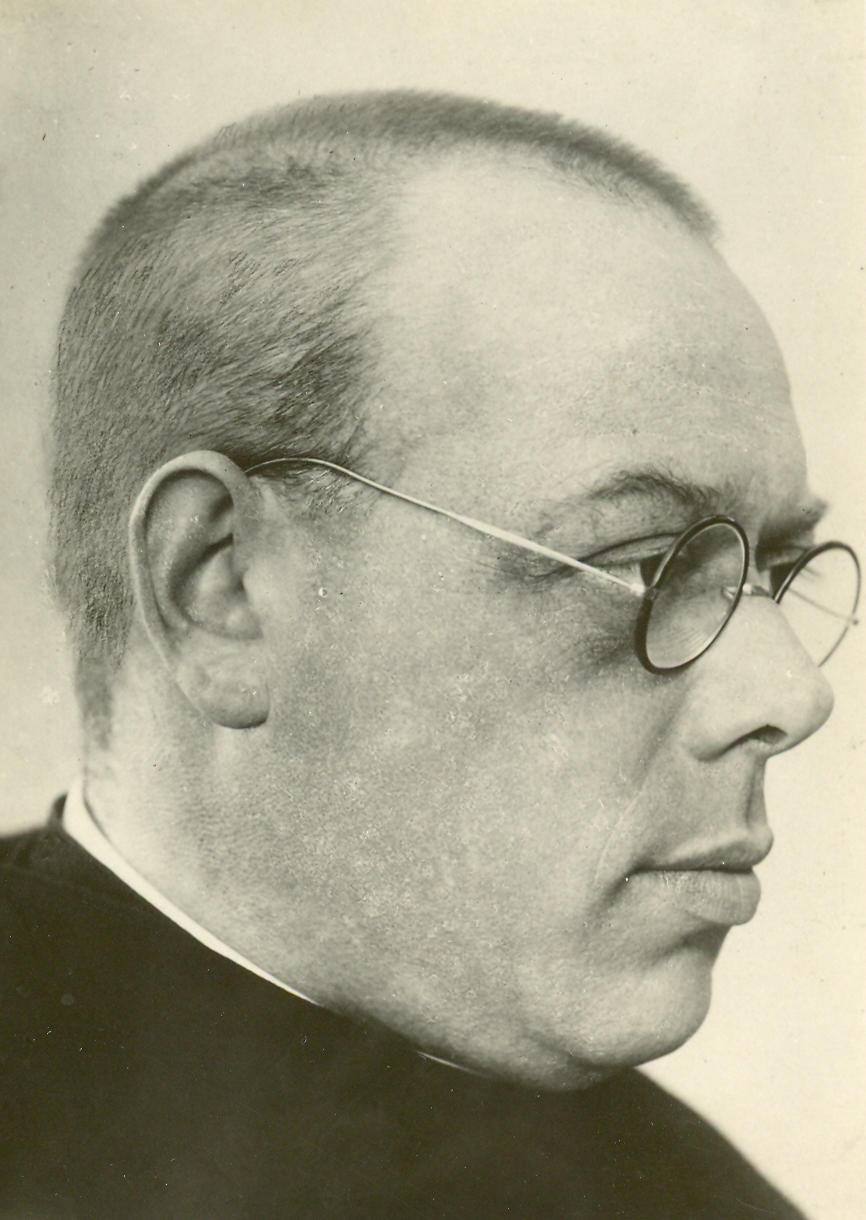
Dom Augustinus Verhaegen

## Leven
Jules werd geboren als elfde kind in de muzikale familie van Casimir Verhaegen en Catharina Janssens. Zijn vader was koster-organist in de Sint-Niklaaskerk. Na zijn lagere school studeerde hij aan Klein-Seminarie te Mechelen. Nadien studeerde hij als voorbereiding op het priesterschap wijsbegeerte en godgeleerdheid aan het Groot-Seminarie te Mechelen. In Mechelen leerde hij Arthur Meulemans kennen.
Hij werd priester gewijd op 20 augustus 1913 te Mechelen en is onmiddellijk ingetreden in het noviciaat te Affligem. Hij legde er zijn geloften af op 31 augustus van datzelfde jaar. Tot aan het uitbreken van de Eerste Wereldoorlog kreeg hij de gelegenheid om zich bij Paul Gilson en August De Boeck te bekwamen in  harmonie, contrapunt, fuga en compositie. Samen met Oscar Depuydt en Alphonse Volckaert ontwikkelde hij verder zijn orgeltechniek.
Op het einde van 1914 bood hij zich aan als aalmoezenier voor de zowat 375 000 Belgische vluchtelingen in Engeland. Hij werkte er aanvankelijk te Exeter, later, tot het einde van de oorlog, te Saint-Ives en Hayle in Cornwall.
Terug in Affligem volgden tien jaren van een muzikale arbeid. Hij componeerde liederen en zangspelen, stichtte een koor, schreef artikelen over kerkmuziek, leerde aan kloosterlingen de essentie van de gregoriaanse koormuziek, en bleef vooral improviseren op het orgel van de abdijkerk. In 1925 verzorgde hij een orgelrecital in de Sint-Romboutskathedraal te Mechelen.
In 1929 stuurde abt Benedictus van Schepdael hem naar Amerika, om via voordrachten en recitals geld in te zamelen voor de heropbouw van de Abdij van Affligem. Door de economische crisis kwam daar niet veel van terecht. Hij verbleef in het klooster te Newark, waar hij kerkmuziek doceerde, geestelijke leiding gaf aan kloosterzusters, orgel speelde, kerkkoren dirigeerde en vooral religieuze muziek componeerde.
In 1952 werd hij teruggeroepen naar Affligem, waar hij zijn muzikale activiteiten voortzette.

## Werken

### Werken in het archief van de Abdij te Affligem
Samengesteld door Johan Van der Beken in 2011-2012

#### Cantates
- Vredescantate (Ternat, 22 - 23 augustus 1920) voor mannen-, vrouwen-, en kinderkoor (unisono, op drie maten na) en harmonieorkest op tekst van Abdon Jacobs.
- Gelegenheidscantate (Aalst, 1922) voor gemengd koor, bariton, sopraan en harmonieorkest. op tekst van Jos. Ariën, voor de pupillenschool te Aalst.
- Maria-Cantate (Affligem, 15 - 17 augustus 1924) voor bariton solo, gemengd koor (unisono) en harmonie, tekst Abdon Jacobs.
- Franciscus-Xaverius-cantate (1926) voor het diamanten jubelfeest der xaverianen in Meldert op 20 juni 1926. voor tenor-solo, driestemmig mannenkoor, gemengd koor en Harmonie. Tekst van Abdon Jacobs.
- The Holy Well, cantate geschreven tijdens zijn verblijf in Engeland.

#### Oratoria
- Constance Teichmann's zielezang voor sopraan, vierstemmig gemengd koor en klavierbegeleiding, tekst van Cyriel Verschaeve.
- De Dochter van Jairus, op tekst van Hilarion Thans, O.F.M.
- Oratorio Christus-Koning (Halle, 7 augustus 1927, herwerkt 11 januari 1930), tekst van zuster Maria-Josepha (Josefa) C.R.S.S, voor soli, koor en symfonisch orkest. Ook in een Engelse (Christ the King) en Franse versie (Le Christ - Roi).

#### Missen
- Missa in Honore Beatae Mariae Virginis, versie driestemmig mannenkoor en orgel (Affligem, januari 1927), versie gemengd koor en orgel, Newark 6 juni 1938, versie voor drie gelijke stemmen, Debarton Morristown N.J. 8 februari 1946.
- Missa in Honorem Sancti Patris Benedicti, versie gemengd koor en orgel (geen credo), in F, Newark maart 1937; versie tweestemmig (S+A en T+B) in D, ongedateerd.
- Missa in honorem Sancti Anselmi, variant op de 2-stemmige Benedictusmis, voor twee stemmen.
- Credo in F, onafgewerkt, vierstemmig gemengd koor. Waarschijnlijk bedoeld als aanvulling bij de Missa Si. Benedicti.
- Missa in Honorem Sanctae Luciae Filippini (met credo) voor twee gelijke stemmen en orgel, Delbarton april 1946; versie voor 4 gemengde stemmen.
- Missa in Honorem Sanctae Margaritae voor gemengd koor en een versie voor twee gelijke stemmen.
- Ite Missa est XI In dominicis, fuga in 3 stemmen in d klein.

#### Liederen
Alle liederen zijn met pianobegeleiding, tenzij anders vermeld.
- Wiegeliedeken op een gedicht van Jan Lindemans.
- Moederken (1911) op tekst van Guido Gezelle met Engelse vertaling.
- (Lied aan) Onze Lieve Vrouw van Affligem, Aalst 1914
- Lied der Bedevaarders van Aalst, 21 mei 1914, tekst: Willem van de Kamp; begeleiding waarschijnlijk voor orgel.
- Abdon-Jacobs-cyclus: Zes Eerste-Misseliederen voor A.J.

```
Drie liederen uit een klaarblijkelijke cyclus van 6:
* I 
Aan Christus - Eucharistie
, gedicht van G. Gezelle, 15 april 1914
* V 
Aan den lieven Doode
, gedicht van A. Jacobs
* VI 
Aan den Herder
, gedicht van A. Jacobs.
```

- Hope! Affligem juli 1919, twee strofen in het Engels, words by Mary Morse, voor sopraan en piano.
- Our Lady's Lullaby, juli 1919, twee strofen in het Engels, words by Mrs Jenner, voor voice (mezzo-sopraan?) en piano.
- De wiedsterkens, november 1920 alias Lied voor den Meisjesbond van Boom, gedicht van Alice Nahon. Lied voor stem en klavier, eindigt met driestemmig koor, twee strofen. Versies in As en Bes.
- Bruilofts-lied, Affligem 1920; gedicht van C. Lindemans, voor zangstem en piano, één strofe. Versies in F en G.
- Franciscus' Lied Voor de Xaverianen van Assche, gedicht van P. Jan Guldentops, november 1921, drie strofen, voor solist en tweestemmig koor met orgelbegeleiding.
- Jesuke Klein, kerstliedje voor de lieve Kinderen, gedicht van Abdom Jacobs, drie strofen, maart 1921.
- A une Fiancée, Affligem, november 1921, tekst van Victor Hugo, lied voor bariton en piano.
- En Zonnestralen..., sopraansolo uit de Pupillencantate, Aalst 1922, voor sopraan, viool en klavier, 1 strofe. Aparte vioolpartij.
- Aan de Gelukz. Theresia van het Kind Jesus, gedicht van Eliza Ariën, juni 1924, lied met harmonium- of orgelbegeleiding, twee strofen.
- Kruisliederen: V Hora Nona, gedicht van Abdon Jacobs, voor zangstem en piano en een versie voor symfonisch orkest (strijkers, fluit, hobo, klarinet, fagot, hoorn, harp) en teksten van vier andere Kruisliederen.
- Drie Liederen van Alice Nahon (1921 - 1922): Stil m'n oogen en Godslampje, het derde lied, Drij Blommen, ontbreekt.
- Bargoensch Drinklied, gedicht van Prudens Van Duyse, Affligem maart 1923, drie strofen en refrein. Versies in a en in c (tenor).
- Het Lose Visschertje, oud lied, 15 october 1929, bewerking voor vierstemmig gemengd koor.
- Pieta, Maria's wiegelied!, 1905, gedicht van Jan Lindemans, zang, viool en klavier. Drie strofen.
- H.Barbara, november 1925, lied met drie strofen en tweestemmig refrein, begeleiding mogelijk voor orgel bedoeld.
- Kerst-Legende, oktober 1925, lied met Middelnederlandse tekst (Daar was in den lande eens een muynck), zangstem en klavier.
- Kerst-Legende, oktober 1925, gewijzigde versie met andere tekst (Daar was een monnik der Cisterciënorde) voor mezzo of bariton en klavier.
- Christmas-Legend, Engelstalige en gewijzigde versie van bovenstaande, geen datering.
- Kerst-liedeken, tekst van Godefridus Bussé, Affligem 1926, A-capella-koorlied voor 4-stemmig mannenkoor.
- Kerstlied: Jesu, weest ghegroet Almachtig, tekst uit het Gheestelyck Blomhofken van F. Godefridus Bussé, A-capella-koorlied in motetstijl voor 4 stemmig mannenkoor.
- In zondeschuld geboren Hebt Gij mij toch verkoren, gedicht van zuster M. Josefa, Affligem 26 maart 1927, lied met orgelbegeleiding.
- Daer zat een sneeuwwit vogeltje, bewerking voor vierstemmig mannenkoor, Affligem 16 september 1928, drie strofen in variërende bewerking.
- Slaaplied 4 augustus 1928, tekst van G.Gezelle, A-capella-koorlied voor 4-stemmig mannenkoor.
- Aan de Koningin der Bloemen, 19 mei 1928, lied (sopraan?) met orgelbegeleiding.
- O salutaris Hostia, tweestemmig lied (sopraan en alt) met vierstemmige klavier-(orgel?)begeleiding, ook eenstemmige en tweestemmige variant.
- Ave Maria I, lied met klavierbegeleiding, versies in A (sopraan of mezzo-sopraan) en in G (alt). Ook een versie met viool en orgel in G.
- Ave Maria II, Delbarton december 1950, zangstem en klavier (Orgel?), versies in As (alt of bas) en in Bes (bariton of mezzosopraan).
- O Oriens, Newark N.J., 12 december 1937; motet voor vierstemmig gemengd a-capellakoor.
- Hail Mary, Cedar Knolls, N.J., januari 1941, voor hoge of middelhoge stem met klavierbegeleiding (piano).
- Our Father, Cedar Knolls, N.J., januari 1942, voor bariton of mezzo-sopraan en klavier (piano).
- A simple Prayer for Charming Children, tekst van Agnes Glaab, lied met piano- of orgelbegeleiding.
- Ecstasy, bewerking van het lied van Lodewijk Mortelmans voor twee violen en twee cello's op tekst van G. Gezelle (door Mortelmans of Augustinus?).
- Panis Angelicus, voor sopraan of tenor en orgel. Versies is E en G.
- Jubelzang voor de Franciscanessen te Borcht-Lombeek 10 mei 1957.
- Danklied 11 juni 1957, lied (tempo di minuetto) met klavierbegeleiding, gedeeltelijk tweestemmig.
- Franciscuslied op tekst van Dom Alb. Van Roy O.S.B., lied met klavierbegeleiding. Drie strofen.
- Libera me, Domine, lied op gregoriaanse tekst met klavierbegeleiding.
- Have mercy on us, God most high, lied met klavierbegeleiding: de eerste twee van acht strofen van een Engels kerklied uit 1849 van Frederic William Faber.

### Uitgegeven werken
Van zijn oeuvre is maar een klein deel gepubliceerd. De drie liederen Stil m’n ogen, Godslampje en Drij Blommen zijn tweemaal uitgegeven. De Missa in honorem sanctae Luciae Filippini uit 1935 verscheen in 1956 bij muziekuitgeverij Annie Bank te Amsterdam. Het lied der Boomse Meisjes en zijn Jubelcantate zijn de enige werken die de componist bij de Belgische auteursrechtenvereniging Sabam heeft gedeponeerd.